# Соймонов, Михаил Николаевич
Михаил Николаевич Соймонов (1851—1888) — российский поэт.

## Биография
Родом из дворян Казанской губернии. Отец ― советник Казанской гражданской палаты, мать (урождённая Камашева) из рода татар, князя Камаша, крещённого
в Казани Иваном Грозным. Соймонов окончил 2-ю казанскую гимназию (1863―1868) и юридический факультет Императорского Казанского университета (1872) со степенью кандидата прав. Работал в канцелярии прокурора Казанского окружного суда, затем адвокатом и секретарём казанского отделения Государственного банка.
В 1879 году переехал в Санкт-Петербург с целью быть ближе к литературной жизни. Литературную деятельность начал в журнале «Московский телеграф». Стихотворения его печатались в «Деле», «Наблюдателе», «Русском богатстве», «Всемирной иллюстрации», «Севере», «Живописном обозрении», «Новом Времени», «Родине». В «Будильнике», «Стрекозе», «Осколках», «Шуте» и «Развлечении» помещён (под разными псевдонимами) ряд его юмористических стихотворений.
Как отмечала Энциклопедия Брокгауза и Ефрона, «Соймонов отличался крайней непрактичностью в своих личных делах; вечная погоня за заработком тормозила развитие его таланта и подрывала его силы». В поисках заработка устраивается в 1884 году помощником присяжного поверенного, но без «практики». Соймонов не отличался практичностью и в быту: комнаты, «в которых он жил, всегда были похожи больше на мансарду богемы-поэта, чем на кабинет хотя бы скромного ходатая по делам».
Традиционно «поэтической» была и «его наружность, с темными карими глазами и длинными волосами». Материальные затруднения, ранняя смерть (1883 или 1884) жены, Е. П. Киселевской, сестры известного актёра И. П. Киселевского (на руках Соймонова осталось двое детей;
позже женился вторично — на 3. П. Черноруцкой), — всё это подорвало здоровье поэта. Уже в первой половине 1880-х годов он страдает неврастенией, испытывает сильные боли в сердце. В 1887 году простудился, получил воспаление лёгких, перешедшее в скоротечную чахотку. Решением Литфонда (май 1887)
ему был выдан билет «на морские ванны в Ялте»; после безуспешного лечения в Москве ( 1887—88) уезжает в Казань, «чтоб умереть хотя пришлось в родном
гнезде». Перед смертью он вернулся в родной город. В 1891 году вышел посмертный сборник его стихотворений, под названием «Недопетые песни».